# Fraternité Jésus Caritas
La fraternité Jésus Caritas est un institut séculier féminin de l'Église catholique fondé à Ars-sur-Formans en 1952 par le P. René Voillaume, prieur des Petits Frères de Jésus, et Marguerite Poncet avec sept laïques, dans l'esprit de Charles de Foucauld. Ces femmes avaient exprimé deux ans auparavant le désir de vivre une vie consacrée tout en demeurant dans le monde.

## Histoire
Elles sont au nombre de 65 en 1955 et de 250 en 2011, présentes dans les cinq continents. Ces femmes se regroupent en petites fraternités de cinq à sept membres pendant vingt-quatre heures une fois par mois pour prier et faire le point. Le reste du temps, elles demeurent chez elles. Leur période de formation est de deux ans, sans interruption de la vie professionnelle. Elles suivent une vie de prière dans leur lieu de vie habituel[réf. nécessaire].